# Сонора (Техас)
Сонора (англ. Sonora) — місто (англ. city) в США, в окрузі Саттон штату Техас. Населення — 2502 особи (2020).

## Географія
Сонора розташована за координатами 30°34′15″ пн. ш. 100°38′38″ зх. д. / 30.57083° пн. ш. 100.64389° зх. д. (30.570759, -100.643957).  За даними Бюро перепису населення США в 2010 році місто мало площу 5,31 км², уся площа — суходіл.

## Демографія
Згідно з переписом 2010 року, у місті мешкало 3027 осіб у 1107 домогосподарствах у складі 792 родин. Густота населення становила 570 осіб/км².  Було 1323 помешкання (249/км²).
Расовий склад населення:
| - 88,8 % — білих - 0,4 % — чорних або афроамериканців - 0,3 % — корінних американців - 0,2 % — азіатів - 9,0 % — осіб інших рас |

До двох чи більше рас належало 1,4 %. Частка іспаномовних становила 62,7 % від усіх жителів.
За віковим діапазоном населення розподілялося таким чином: 30,0 % — особи молодші 18 років, 57,5 % — особи у віці 18—64 років, 12,5 % — особи у віці 65 років та старші. Медіана віку мешканця становила 35,4 року. На 100 осіб жіночої статі у місті припадало 93,8 чоловіків;  на 100 жінок у віці від 18 років та старших — 92,0 чоловіків також старших 18 років.
Середній дохід на одне домашнє господарство  становив 65 757 доларів США (медіана — 52 688), а середній дохід на одну сім'ю — 66 600 доларів (медіана — 56 622). За межею бідності перебувало 9,7 % осіб, у тому числі 12,1 % дітей у віці до 18 років та 10,3 % осіб у віці 65 років та старших.
Цивільне працевлаштоване населення становило 1276 осіб. Основні галузі зайнятості: сільське господарство, лісництво, риболовля — 30,6 %, освіта, охорона здоров'я та соціальна допомога — 15,3 %, мистецтво, розваги та відпочинок — 12,0 %.